# Stellifer mancorensis
Stellifer mancorensis és una espècie de peix de la família dels esciènids i de l'ordre dels perciformes.

## Morfologia
- Els mascles poden assolir 20 cm de longitud total.[4][5]

## Hàbitat
És un peix marí, de clima tropical i bentopelàgic que viu fins als 40 m de fondària.

## Distribució geogràfica
Es troba al Pacífic oriental: des de Costa Rica fins al Perú.

## Observacions
És inofensiu per als humans.